# Dvorce (district de Bruntál)
Pour les articles homonymes, voir Dvorce.
Dvorce (en allemand : Hof) est une commune du district de Bruntál, dans la région de Moravie-Silésie, en République tchèque. Sa population s'élevait à 1 254 habitants en 2024.

## Géographie
Dvorce se trouve à 9 km au nord-est de Moravský Beroun, à 19 km au sud-sud-est de Bruntál, à 52 km à l'ouest d'Ostrava et à 225 km à l’est-sud-est de Prague.
La commune est limitée par Křišťanovice au nord, par Bílčice au nord-est, par Budišov nad Budišovkou à l'est et au sud-est, par Norberčany au sud, et par Moravský Beroun à l'ouest.

## Histoire
La première mention écrite de la localité date de 1339.

## Administration
La commune se compose de deux sections :
- Dvorce
- Rejchartice

## Transports
Par la route, Dvorce se trouve à 9 km de Moravský Beroun, à 25 km de Bruntál, à 71 km d'Ostrava et à 288 km de Prague.